# San Giovanni Evangelista di Montefiore
San Giovanni evangelista di Montefiore è un dipinto a tempera e oro su tavola (32,1x23,5 cm) di Carlo Crivelli, databile al 1471 circa e conservato nel Detroit Institute of Arts. Si tratta di uno scomparto della predella dello smembrato Polittico di Montefiore dell'Aso.

## Storia
Il polittico, già nella chiesa di San Francesco a Montefiore dell'Aso, venne smembrato nell'Ottocento e, ad eccezione degli scomparti rimasti a Montefiore (il cosiddetto Trittico di Montefiore), passò per l'antiquario romano Vallati nel 1858, prendendo poi varie strade. Il San Giovanni finì in Inghilterra, dove passò per le collezioni di H. Cornwall Leigh (Knutsford, Cheshire) e agli antiquari londinesi Langton Douglas e Colnaghi, prima di approdare al museo nel 1936.

## Descrizione e stile
Come in altri pannelli di predella realizzati da Crivelli, il santo, riconoscibile dall'attributo del libro e per la giovane età, mostra una posa irrequieta, che ha il fulcro nella presa salda della mano sulla sinistra sul pesante volume e nell'espressione caricata del volto: solcata da ombre e con le labbra tumide dischiuse in un'ineffabile smorfia, acquista un carattere quasi grottesco, tipico delle figure da predella dell'artista.